# Miha Žvižej
Miha Žvižej, slovenski rokometaš, * 6. november 1987, Celje. 
Miha je 193 cm visoki igralec rokometa, ki igra na mestu krožnega napadalca. 

## Igralna kariera

### Klub

#### Gorenje
V sezoni 2009-10 je z Velenjčani prvič igral v ligi prvakov. Svoje prve zadetke v tem tekmovanju je dosegel 11. oktobra 2009 proti Bosni, ko je zadel trikrat. V celi sezoni je na dvanajstih srečanjih dosegel skupno 29 golov.

#### 2010-12: Danski Silkeborg
Zatem je dve sezoni preživel na danskem, kjer je igral za Silkeborg. Z njim je bil v letih 2011 in 2012 danski podprvak. V sezoni 2011-12 je igral tudi v ligi prvakov in tam dosegel 12 zadetkov.

#### 2012-16: francoski Toulouse
Leta 2012 se je preselil v Francijo, in sicer v Toulouse. Z njimi je v sezoni 2014-15 nastopal tudi v pokalu EHF. V letu 2015 so prišli vse do finala francoskega pokalnega tekmovanja, kjer jih je porazila ekipa Nantes. 

#### Od 2016: Montpellier
Leta 2016 se je preselil v prav tako francoski Montpellier. Z njim v sezoni 2016-17 ponovno igra na tekmah lige prvakov. 

### Reprezentanca
Za selekcijo Slovenije je prvič zaigral 24. oktobra 2007 na prijateljski tekmi proti Hrvaški. Prvo veliko reprezentančno tekmovanje zanj je bilo v Avstriji leta 2010, ko je bil v postavi na EP 2010. Zatem je igral na EP 2012, ko so bili uvrščeni na šesto mesto.
Nastopil je tudi na dveh zaporednih svetovnih prvenstvih. Najprej na SP 2013, kjer so s četrtim mestom dosegli do tedanji najboljši rezultat na tovrstnih tekmovanjih. Zatem pa še na SP 2015, ko so zasedli osmo mesto.

## Osebno
Njegov starejši brat Luka Žvižej je prav tako uspešen rokometaš. Poleg rokometnega udejstvovanja je tudi zavzet ribič. Omeniti pa je treba tudi njegov bradati videz, saj se ponaša z veliko in košato brado, ki je s časom postala njegov zaščitni znak. Poleg tega pa je sam ustvaril tudi olje za brado znamke Viking's Timber, ki ga je ponudil na trg v letu 2015.